# Emilia (Santa Fe)
Emilia es una localidad argentina ubicada en el departamento La Capital de la provincia de Santa Fe. Se halla sobre la ruta provincial 62, a 2 kilómetros de la ruta nacional 11, esta última la vincula al norte con San Justo y al sur con la ciudad de Santa Fe de la Vera Cruz. Las principales actividades económica son la agricultura y la ganadería.

## Origen del nombre
Lo debe a Emilia Gonzales Marote de Cabal, esposa de Mariano Cabal y fundador de la colonia.

## Historia
La colonia fue fundada en los primeros meses de 1868 en campos propiedad de Mariano Cabal, a la que arribaron inmigrantes europeos que comenzaron a trabajar la tierra, la belicosidad todavía existente en aquel entonces de las poblaciones originarias provocaba incluso que los colonos resolvieran realizar sus casas cercas unas de otras para mayor seguridad. El poblado tuvo 2 asentamientos antes del definitivo: primero a orillas del río Salado, y luego a 5 km del emplazamiento actual y cerca del actual límite con Cabal.
En los años 1870 finalmente el pueblo se afinca en su ubicación actual, lindante con el molino harinero y los edificios de la administración, en esos años también se dona el terreno para el templo católico.

## Población
Cuenta con 1015 habitantes (Indec, 2010), lo que representa un incremento frente a los 964 habitantes (Indec, 2001) del censo anterior.
| Gráfica de evolución demográfica de Emilia entre 1991 y 2010 |
|                                                              |
| Fuente: Censos nacionales del INDEC                          |

## Parroquias de la Iglesia católica en Emilia
| Arquidiócesis | Santa Fe de la Vera Cruz         |
| ------------- | -------------------------------- |
| Parroquia     | Natividad de la Santísima Virgen |